# Maria Josep García de Alcaraz i Deu
Maria Josep García de Alcaraz Deu (Barcelona, 19 de novembre de 1953), més coneguda com a Fina García, és una jugadora i entrenadora de bàsquet catalana.
Formada des dels 11 anys al Club Bàsquet Rubí, jugava en la posició d'escorta. L'any 1970 va fitxar pel Picadero JC, on va aconseguir 6 títols de Lliga espanyola, 6 copes i 3 Lligues catalanes. Fou internacional amb la selecció espanyola en 48 ocasions, destacant la seva participació en el Campionat Europeu d'Itàlia de 1974. L'any 1984 va patir una lesió greu al genoll que li impedí continuar jugant amb el Picadero JC, i després de la seva recuperació l'any següent, va tornar a competir amb el Regina Carmelí de Rubí. Es retirà professionalment al final de la temporada 1993-94. Com a entrenadora, ha dirigit les categories inferiors d'aquest darrer equip. L'any 2010 fou nomenada Històrica del Bàsquet Català.

## Palmarès
- 6 Lliga espanyola de bàsquet femenina: 1974-75, 1975-76, 1977-78, 1979-80, 1980-81, 1982-83
- 6 Copa espanyola de bàsquet femenina: 1972-73, 1974-75, 1977-78, 1978-79, 1979-80, 1982-83
- 3 Lliga catalana de bàsquet femenina: 1981-82, 1982-83, 1983-84